# Indira Gandhi
Indira Priyadarshini Gandhi (इन्दिरा प्रियदर्शिनी गान्धी), indijska političarka, * 19. november 1917, Allahabad, † 31. oktober 1984,  New Delhi.
V zgodovino se je zapisala kot indijska predsednica vlade med 19. januarjem 1966 in 24. marcem 1977 ter od 4. januarja 1980 do svoje smrti, 31. oktobra 1984, ko je bil nanjo izveden atentat. Študirala je na Somerville College.
Indira Gandhi je bila hči indijskega predsednika vlade Jawaharlala Nehruja (ni v sorodu z Mahatmo Gandhijem). Po smrti jo je na mestu predsednika vlade nasledil njen sin Rajiv Gandhi, ki je bil prav tako umorjen v atentatu.